# Kontynenty (grupa literacka)
Kontynenty – polska, emigracyjna grupa literacka działająca w Londynie w latach 1959–1964. Powstała wokół pisma "Kontynenty-Nowy Merkuriusz". Pismo ukazywało się do roku 1964, do tego też roku istniała grupa, która tworzyli redaktorzy i najbliżsi współpracownicy pisma, min. Florian Śmieja, Andrzej Busza, Bogdan Czaykowski, Adam Czerniawski, Jan Darowski, Janusz Artur Ihnatowicz, Zygmunt Ławrynowicz, Bolesław Taborski i Jerzy Stanisław Sito.

## Twórczość członków grupy
- Znaki wodne Buszy (1969),
- Trzciny czcionek Czaykowskiego (1957),
- Polowanie na jednorożca Czerniawskiego (1956),
- Topografia wnętrza (1962),
- Sen. Cytadela. Gaj (1966),
- Drzewo sprzeczki Darowskiego (1969),
- Syn marnotrawny i inne wiersze Ławrynowicza (1968),
- Koncert na głos kobiecy (1960),
- Powikłane ścieżki Śmiei (1964),
- Ziarna nocy Taborskiego (1958),
- Przestępując granicę Taborskiego (1962).

## Charakterystyka grupy
Pokolenie "Kontynentów" łączyły burzliwe, niespokojne, tułacze lata dzieciństwa i młodości, fakt zamieszkania w Wielkiej Brytanii, wybór języka polskiego jako tworzywa artystycznego, bunt wobec dominujących w Polsce wzorców obyczajowych i literackich, poczucie "potrójnego wyobcowania". Poeci chcieli zrywać ze stereotypami polskiej poezji emigracyjnej – przejawiali zdecydowaną niechęć do tradycjonalizmu i nostalgiczności. Mimo warsztatowej różnorodności prawdopodobnie najmocniej łączyło londyńskich autorów zainteresowanie tworzywem i jego możliwościami, choć argumentowali, że kwestia twórczości to nie tylko kwestia języka, ale i tego, co się chce w tym języku przekazać (Ławrynowicz). Niemal wszyscy zostali nagrodzeni najważniejszymi nagrodami literackimi na obczyźnie i to nie tylko za poezję – tworzyli też teksty prozatorskie, zajmowali się przekładami, krytyką, uniwersytecką pracą naukową. 

## Problematyka i kształt utworów
- Często pojawiał się motyw wędrowca, ale nie wygnańca, czy tułacza, lecz pielgrzyma, którego ojczyzną jest cały świat.
- Zainteresowanie twórczością romantyków (Cyprian Kamil Norwid).
- Poeci uprawiali wiersz wolny.
- Chętnie łączono rekwizyt współczesny z aluzją kulturową, odwołaniem do tradycji czy biblijnym symbolem.